# كاترين (نيويورك)
كاترين (بالإنجليزية: Catharine, New York)‏ هي بلدة أمريكية تقع في الولايات المتحدة في مقاطعة شويلر، نيويورك. يقدر عدد سكانها بـ 1,930 نسمة ومساحتها 85.2 كم2 وترتفع عن سطح البحر 486 متر.